# وليامز رامبلينج
وليامز رامبلينج (بالإنجليزية: Godfrey Rampling)‏ (و. 1909 – 2009 م) هو عداء سريع بريطاني، ولد في لندن، شارك في الألعاب الأولمبية الصيفية 1936، والألعاب الأولمبية الصيفية 1932، توفي عن عمر يناهز 100 عاماً.

## الخدمة العسكرية
خدم في الجيش البريطاني.

## روابط خارجية
- وليامز رامبلينج على موقع اللجنة الأولمبية الدولية (الإنجليزية)
- وليامز رامبلينج على موقع أوليمبيديا (الإنجليزية)
- وليامز رامبلينج على موقع اتحاد ألعاب الكومنولث (مؤرشف) (الإنجليزية)